# Something in the Way You Move
Cet article concerne la chanson d’Ellie Goulding. Pour la chanson du groupe Nirvana, voir Something in the Way.
Singles de Ellie Goulding
On My Mind
(2015)
Pistes de Delirium
Aftertaste
(2) Keep on Dancin'
(4)
Something in the Way You Move est une chanson interprétée par l’auteure-compositrice-interprète anglaise Ellie Goulding et issue de son troisième album studio, Delirium (2015). Elle est écrite par Goulding et Greg Kurstin, qui de plus produit la piste, et sort le 19 janvier 2016 en tant que deuxième single extrait de l’opus. Something in the Way You Move est tout d’abord distribué le 9 octobre 2015 comme premier single promotionnel précédant la parution de Delirium. Il arrive ainsi à faire son entrée dans un certain nombre de hit-parades dont celui du Royaume-Uni où il se stabilise à la cinquante-et-unième place mais également en Autriche et en Irlande où il atteint les cinquante-sixième et soixante-deuxième rangs, respectivement.

## Développement
En septembre 2015, alors qu’Ellie Goulding rencontre un franc succès commercial grâce à On My Mind, premier single de son troisième album studio, Delirium, trois enregistrements promotionnels sont dévoilés plus ou moins dans la même période. Something in the Way You Move est disponible en premier lieu sur l’iTunes Store, trois semaines après le lancement d’On My Mind, suivi de près par les pistes Lost and Found et Army, les 23 et 30 octobre 2015. En janvier 2016, la chanson est rééditée et s’élève au rang de deuxième extrait officiel dans le monde entier, sachant qu’Army avait été exploité exclusivement au Royaume-Uni sous le même titre un mois plus tôt.

## Composition
Something in the Way You Move est écrite par Ellie Goulding et Greg Kurstin. D’une durée de trois minutes et quarante-sept secondes environ, cette chanson puise ses influences à travers des styles musicaux relativement diversifiés tels que l’electropop, la new wave et la dance-pop. Le titre commence avec Goulding chantant d’une voix solennelle sur une mélodie linéaire, qui change après quelques phrases pour devenir plus rythmée. Le refrain est construit comme suit : « But tonight I'm gonna lose it all / Playing with fire, I was the first to fall / Heart is sinking like a cannonball / Baby, kill it, what you waiting for? ». Selon les partitions publiées sur Musicnotes.com par Sony/ATV Music Publishing, la chanson est dotée d’un tempo régulier de cent-huit pulsations par minute et dispose de plusieurs accords tels que A, B et C♯m. La voix de Goulding s’étend de la faible note de B3 jusqu’à la haute note de C♯5 et se situe dans une clef en do dièse mineur.
Alexis Petridis, rédacteur pour le quotidien britannique The Guardian, constate des similitudes entre le refrain de Something in the Way You Move et celui de Love Me like You Do, une autre chanson présente dans l’album, affirmant qu’ils partagent tous deux « un air et une structure quasiment identiques »,. Eve Barlow du magazine américain Spin commente justement que ce refrain lui évoque « la musique des années 80 »,.
Selon Goulding, le texte de la chanson met en évidence le fait d’être en incapacité d’oublier quelqu’un et de tourner la page. La chanteuse dit également faire allusion à ces « personnes qui ont en elles ce petit quelque chose très spécial et qui arrivent toujours à nous faire revenir vers elles »,.

## Accueil critique
La chanson reçoit majoritairement des avis positifs de la part des critiques professionnelles. Le site web américain MTV se montre relativement positif à l’égard du titre, qualifiant l’œuvre de « pièce ingénument pop portée par une touche de bonheur ». Ian Sandwell du site web britannique Digital Spy le décrit comme étant « magique, doré et purement pop sans être filtré ». Bianca Gracie du blog musical américain Idolator le qualifie de « dynamique » et ajoute qu’elle ne serait pas surprise d’arriver à entendre un jour « son atmosphère lumineuse sur nos ondes radio ». Pour Yohann Ruelle du site web français Charts in France, Something in the Way You Move « se révèle efficace grâce à un pré-refrain aérien qui ne tarde pas à exploser pour un passage enivrant » et « dansant à souhait », bien qu’il le trouve « moins déroutant et nappé de touches électro-pop » qu’On My Mind. Plus réservé, le site web américain Music Times le catalogue comme étant « générique en matière de chanson pop » et n’apportant « rien d’intéressant ». Hazel Cills du site web américain Pitchfork le réduit à l’état d’une « chanson sous vide fort sympathique » que « Selena Gomez a déjà chanté », faisant ici référence au titre Me & the Rhythm de cette dernière.

## Vidéoclip
Un clip en noir et blanc illustrant les paroles de la chanson est rendu publique le 9 octobre 2015. Celui-ci montre des fans de la chanteuse en train de danser sur un fond blanc pendant que le texte défile sur l’écran.

## Performances en direct
Le 24 octobre 2015, Ellie Goulding livre la toute première performance scénique de Somethign in the Way You Move au cours d’un concert en partenariat avec les MTV Europe Music Awards et organisé sur la Piazza del Duomo à Milan en Italie. Trois semaines plus tard, le 14 novembre 2015, la chanteuse est conviée à la série de concerts American Express UNSTAGED à Londres et y interprète la chanson. Invitée sur le plateau de l’émission de télévision britannique TFI Friday le 27 novembre 2015, elle en profite pour livrer une autre prestation en direct du titre. Le 31 décembre 2015, elle le chante à la fois sur le plateau de l’émission Alan Carr : Chatty Man mais également sur le plateau de Dick Clark's New Year's Rockin' Eve.

## Crédits
| Lieux - Enregistré au studio Echo à Los Angeles aux États-Unis. Personnel - Ellie Goulding – vocaliste, compositrice - Greg Kurstin – compositeur, producteur, bassiste, batteur, guitariste, pianiste, claviériste, ingénieur du son - Alex Pasco – ingénieur du son - Julian Burg – ingénieur du son Les crédits musicaux sont issus du livret de l’album Delirium. |

## Classements

### Classement hebdomadaire
| Classement (2015-2016)                      | Meilleure position |
| ------------------------------------------- | ------------------ |
| Allemagne (Media Control AG)                | 70                 |
| Australie (ARIA)                            | 46                 |
| Autriche (Ö3 Austria Top 40)                | 52                 |
| Belgique (Flandre Ultratop 50 Singles)      | 34                 |
| Canada (Hot 100)                            | 69                 |
| États-Unis (Hot 100)                        | 52                 |
| États-Unis (Adult Pop Songs)                | 26                 |
| États-Unis (Bubbling Under Hot 100 Singles) | 2                  |
| États-Unis (Pop Airplay)                    | 18                 |
| France (SNEP)                               | 97                 |
| Irlande (IRMA)                              | 62                 |
| Pays-Bas (Nederlandse Top 40)               | 32                 |
| Pays-Bas (Single Top 100)                   | 73                 |
| Pologne (ZPAV)                              | 12                 |
| Tchéquie (IFPI Rádio)                       | 39                 |
| Royaume-Uni (UK Singles Chart)              | 51                 |
| Slovaquie (IFPI Rádio)                      | 59                 |
| Suisse (Schweizer Hitparade)                | 58                 |

## Formats et éditions
- Téléchargement mondial numérique

1. Something in the Way You Move – 3:47

## Historique de sortie
| Pays ou continent | Date            | Format                                     |
| ----------------- | --------------- | ------------------------------------------ |
| Monde entier      | 9 octobre 2015  | Téléchargement légal (single promotionnel) |
| États-Unis        | 19 janvier 2016 | Diffusion radiophonique                    |